# Athlete
Athlete – angielska grupa muzyczna grająca muzykę z rodzaju indie rock, powstała w Depfort, w Londynie w 2002 roku. Formacja składa się z 4 muzyków: Joel Pott (główny wokalista, gitarzysta), Carey Willetts (gitara basowa, wokalista), Stephen Roberts (perkusja, wokalista) oraz Tim Wanstall (instrument klawiszowy, wokalista).

## Dyskografia

### Albumy
- Vehicles and Animals - (7 kwietnia 2003)
- Tourist - (31 stycznia 2005)
- Beyond the Neighbourhood - (3 sierpnia 2007)
- Black Swan - (2009)

### Single
- "Athlete EP" - (2002)
- "You Got The Style" - (2002, 2003)
- "Beautiful" - (2002)
- "El Salvador" - (2003)
- "Westside" - (2003)
- "Wires" - (2005)
- "Half Light" - (2005)
- "Tourist" - (2005)
- "Twenty Four Hours"/"Stand in the Sun - (2005)
- "Hurricane" - (2007)
- "Tokyo" - (2007)
- "The Outsiders EP" - (2008)
- "Superhuman Touch" - (2009)